# Jean de Limur
Jean de Limur (13 de novembro de 1887 – 5 de junho de 1976) foi um diretor, ator e roteirista francês. Seus trabalhos incluem La Garçonne (1936) e The Letter (1929).

## Filmografia selecionada
- The Arab (1924) ator
- The Legion of the Condemned (1928) roteiro
- The Letter (1929) diretor
- Jealousy (1929) diretor
- Mon gosse de père (1930)
- Paprika (1933) diretor
- L'Auberge du Petit-Dragon (1935)
- La Garçonne (1936) diretor; com Arletty, Édith Piaf e Marie Bell